# Костел-усипальниця Підгорських
Каплиця-усипальниця Підгорських —  каплиця у селі Антонів на Київщині, збудована у 1810 році; цікава класична та ампірна пам'ятка. Має статус щойно виявленої пам'ятки архітектури місцевого значення. Не діє, використовується не за призначенням.

## Архітектура
Каплиця має риси класицизму та ампіру. По периметру фасад оздоблений колонами, на фасаді є прикраси у вигляді рослинних орнаментів. Має незвичайну пірамідальну форму - над квадратною будівлею був зведений ступінчастий звід, який завершувався обеліском у вигляді зрізаної піраміди.

## Історія
1771 року Антонів придбав Михайло Підгорський і відтоді село стає власністю родини Підгорських. Олександр Підгорський у  1810 році зводить кам'яну каплицю, яка згодом стає і родовою усипальницею Підгорських. Дату 1810 рік називає Лаврентій Похилевич: «...передбачив побудувати у Антонові кам'яну каплицю, котру дійсно і збудував, коли минуло декілька років, тобто у 1810 році». Проте іноді в джерелах зустрічається інша дата побудови - 1806 рік.
На початку 2010-х років споруді було присвоєно статус щойно виявленої пам'ятки архітектури місцевого значення. Споруда каплиці-усипальниці стоїть занедбаною. Внутрішня оздоба повністю втрачена, проте частково збереглося оздоблення фасаду. Збереглася підземна крипта-усипальниця, але вона порожня.
Католицької парафії в Антонові на поточний час немає.